# Proselena
Proselena is een geslacht van vlinders van de familie bladrollers (Tortricidae), uit de onderfamilie Tortricinae.

## Soorten
- P. annosana Meyrick, 1881
- P. tenella (Meyrick, 1910)